# Esquiva Falcão Florentino
Esquiva Falcão Florentino (Vitória, 12 dicembre 1989) è un pugile brasiliano, nelle categorie dei pesi medi e welter, vincitore della medaglia d'argento alle olimpiadi di Londra 2012.

## Biografia
Esquiva Falcão Florentino è fratello di Yamaguchi Falcão Florentino, pugile della categoria dei pesi mediomassimi, e figlio di Adegard Câmara Florentino, conosciuto come Touro Moreno, pugile negli anni sessanta.

## Carriera pugilistica
Esquiva Falcão Florentino ha partecipato ad una edizione dei giochi olimpici (Londra 2012), una dei mondiali (Baku 2011) e una dei giochi sudamericani (Medellín 2010).

### Principali incontri disputati
Statistiche aggiornate al 24 settembre 2012.
| Evento              | Edizione      | Categoria       | Trentaduesimi                  | Sedicesimi                           | Ottavi                                  | Quarti                                 | Semifinale                          | Finale                           | Pos. | Note  |
| ------------------- | ------------- | --------------- | ------------------------------ | ------------------------------------ | --------------------------------------- | -------------------------------------- | ----------------------------------- | -------------------------------- | ---- | ----- |
| Giochi sudamericani | Medellín 2010 | Welter (-69 kg) | N.D.                           | N.D.                                 | N.D.                                    | Gabriel Castillo ( Panama) V RSC 2     | Brian Castano ( Argentina) P 6-9    | non qualificato                  |      | [ 1 ] |
| Mondiali            | Baku 2011     | Medi (-75 kg)   | Mamadou Fall ( Senegal) V 25-9 | Robert Jankovski ( Australia) V 15-9 | Anthony Ogogo ( Inghilterra) V 17-12    | Danabek Suzhanov ( Kazakistan) V 13-10 | Ryōta Murata ( Giappone) P 11-24    | non qualificato                  |      | [ 2 ] |
| Olimpiadi           | Londra 2012   | Medi (-75 kg)   | N.D.                           | Bye                                  | Soltan Migitinov ( Azerbaigian) V 24-11 | Zoltán Harcsa ( Ungheria) V 14-10      | Anthony Ogogo ( Regno Unito) V 16-9 | Ryōta Murata ( Giappone) P 13-14 |      | [ 3 ] |